# Марія Ісабель Мартінес
Марія Ісабель Мартінес (ісп. María Isabel Martínez, 16 жовтня 1967) — іспанська хокеїстка на траві.
Олімпійська чемпіонка 1992 року.
Срібна призерка Чемпіонату Європи 1995 року.